# Xanthostigma xanthostigma
Xanthostigma xanthostigma is een kameelhalsvliegensoort uit de familie van de Raphidiidae. Xanthostigma xanthostigma werd voor het eerst wetenschappelijk beschreven door Schummel in 1832. Hij komt voor in allerlei soorten landschappen, van bossen tot parklandschap tot in de stad.

## Kenmerken
Dit insect heeft een lichaam met een lang pronotum, een lange, dunne legboor (vrouwtje), 4 doorzichtige, netvormig geaderde vleugels en een geleidelijk achterwaarts versmalde kop. Aan de vleugelvoorrand bevindt zich een klein pterostigma. De kop is sterk driehoekig en niet zo trapeziumvormig als bij de andere soorten uit de familie.

## Verspreiding en leefgebied
De soort komt voor in het Palearctisch gebied van Europa en Azië.

## Afbeeldingen

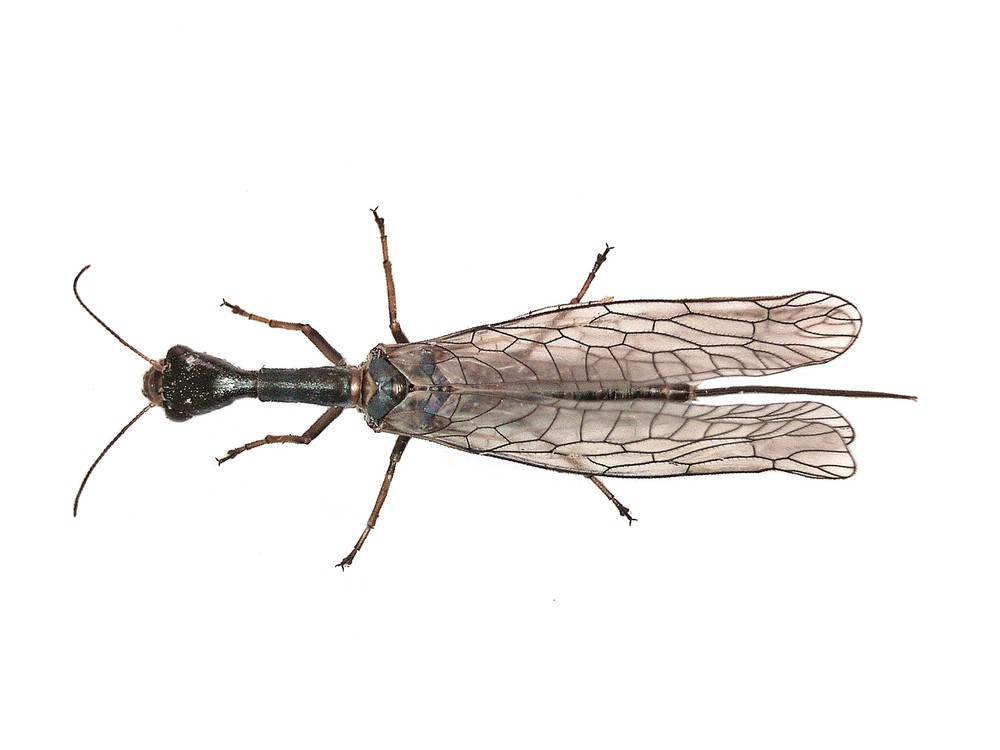
Vrouwtje, bovenaanzicht
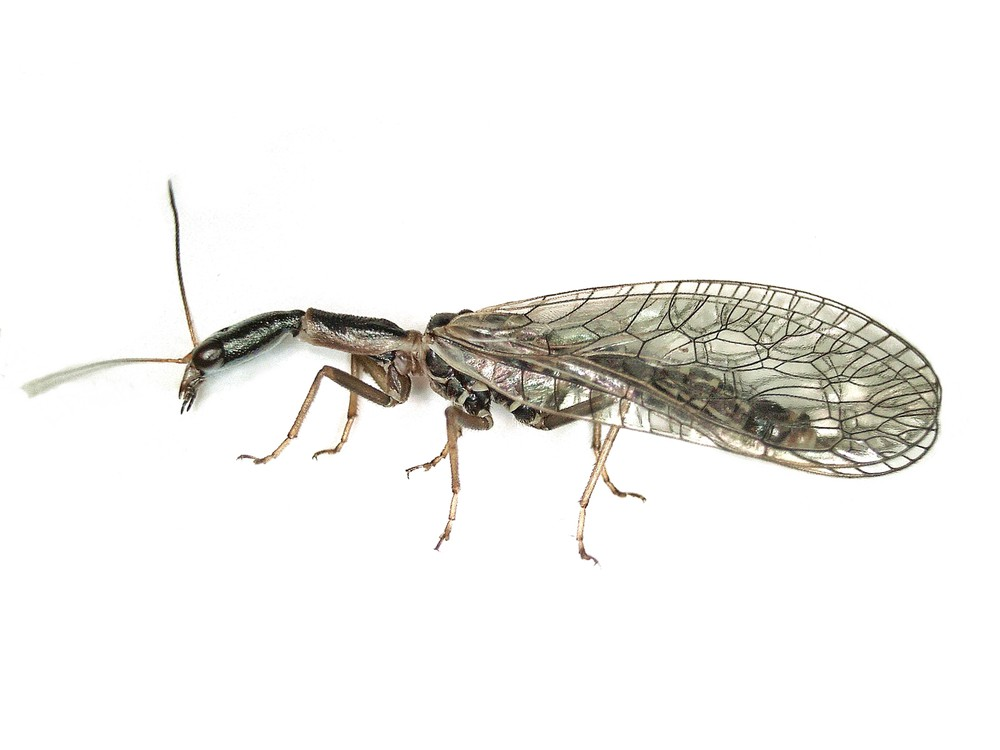
Mannetje, zijaanzicht
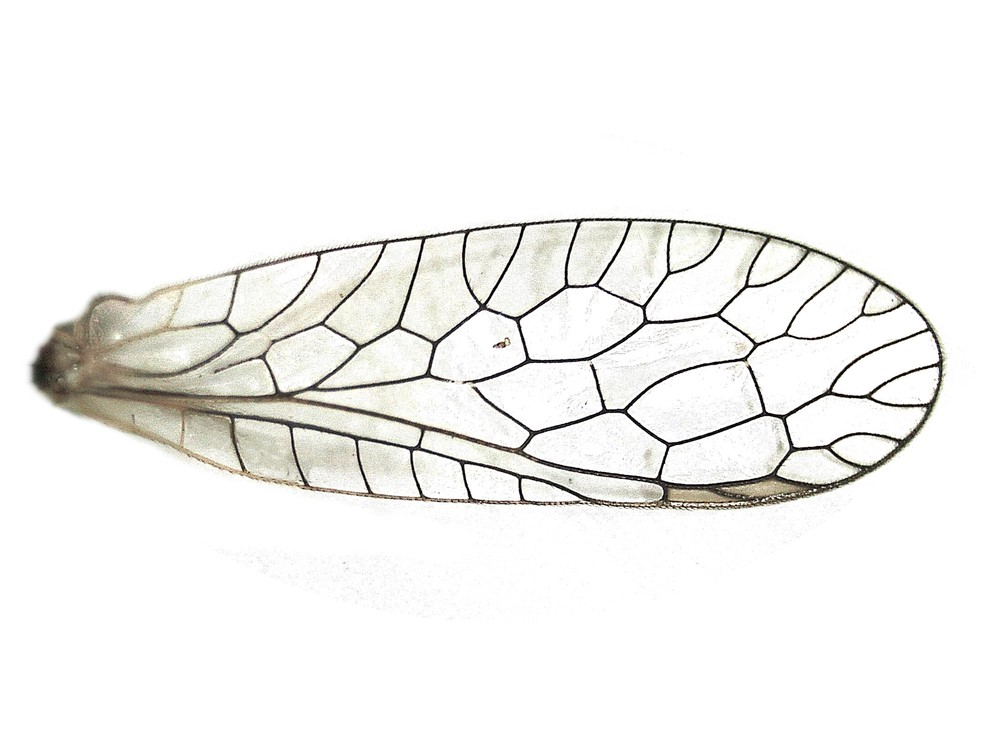
Adering voorvleugel
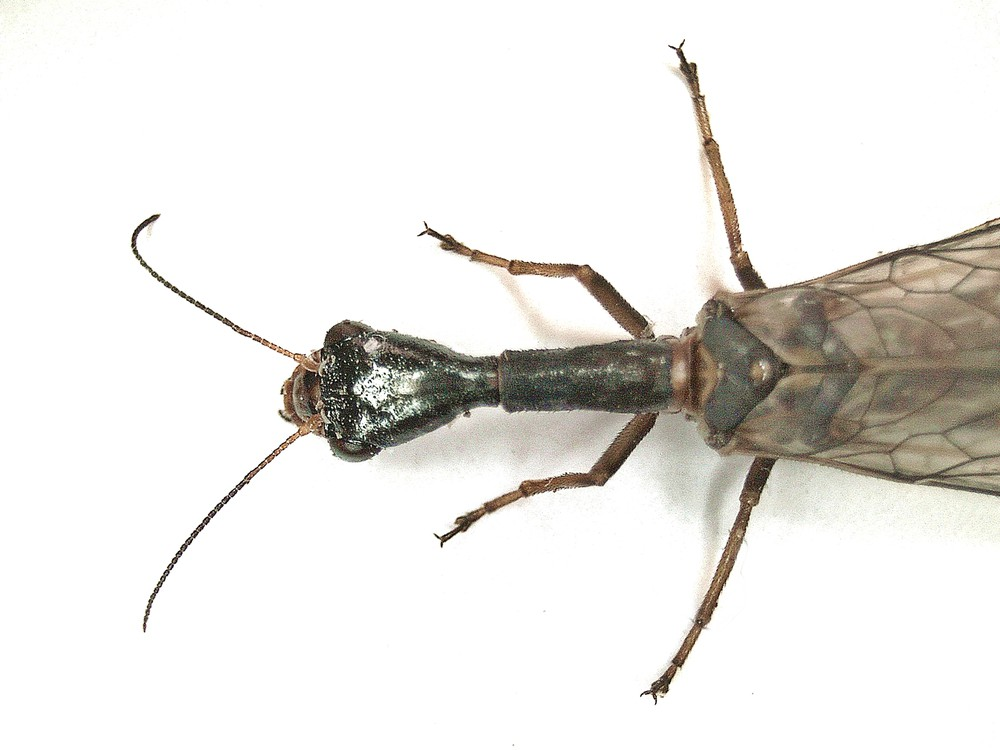
Vrouwtje, detail van kop